# Komoča
Komoča (bis 1948 slowakisch „Kamoča“; ungarisch Kamocsa) ist eine Gemeinde im Westen der Slowakei mit 930 Einwohnern (Stand 31. Dezember 2024), die zum Okres Nové Zámky, einem Kreis des Nitriansky kraj, gehört.

## Geographie

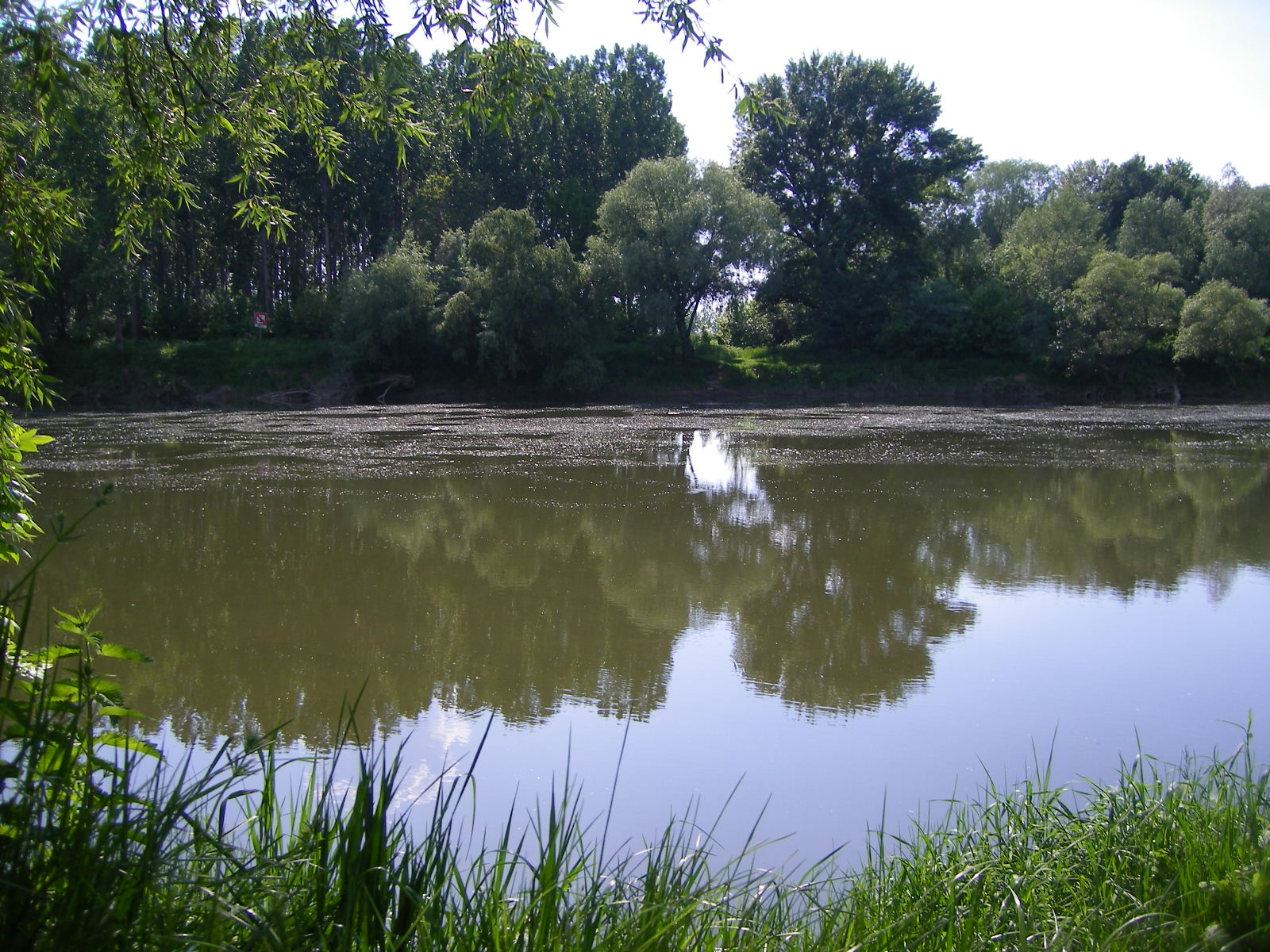
Am Waagufer bei Komoča

Die Gemeinde befindet sich im slowakischen Donautiefland am linken Ufer der Waag, knapp unterhalb der neuen Mündung von Nitra in den Strom. Das Ortszentrum liegt auf einer Höhe von 110 m n.m. und ist sechs Kilometer von Kolárovo sowie 12 Kilometer von Nové Zámky entfernt.
Nachbargemeinden sind Kolárovo (Exklave Vážsky klin) und Zemné im Norden, Andovce im Nordosten, Nové Zámky im Osten, Nesvady im Südosten, Kolárovo im Süden und Dedina Mládeže im Westen.

## Geschichte

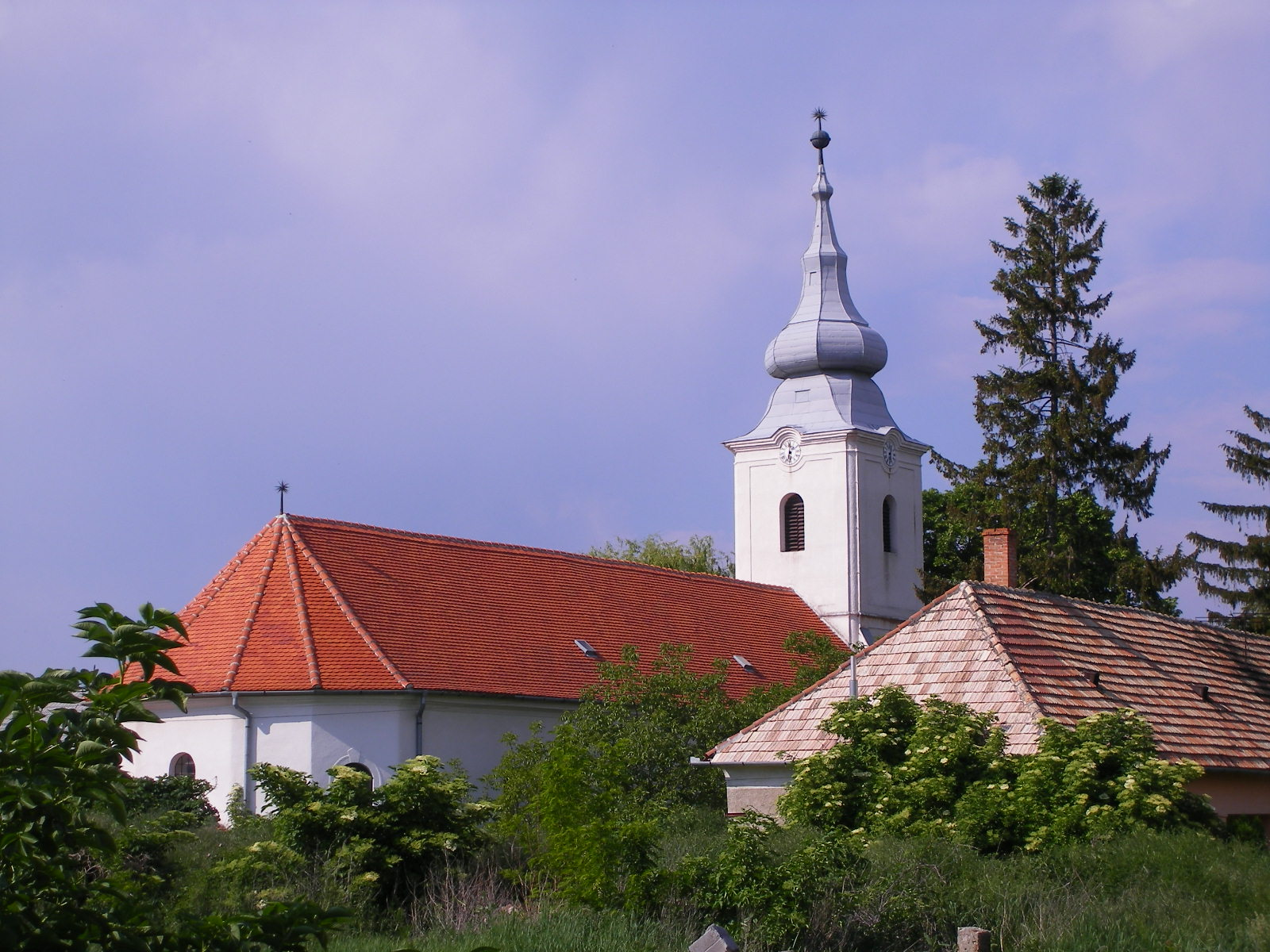
Reformierte Kirche

Das heutige Gemeindegebiet wurde im Neolithikum besiedelt. Es gibt Funde der Lengyel-Kultur, aus der Latènezeit, Römerzeit sowie Überreste einer Siedlung aus dem 10. und 11. Jahrhundert.
Komoča wurde zum ersten Mal 1416 als Kamacha schriftlich erwähnt und war Besitz mehrerer adeliger Familien, unter anderen der Familie Csúzy. Im 16. Jahrhundert wurde das Dorf menschenleer, aber vor 1658 wieder besiedelt. Im 18. Jahrhundert besaßen Familien wie Amadé und Hunyady Ortsgüter. 1715 gab es 23 Haushalte im Dorf, 1787 hatte die Ortschaft 95 Häuser und 850 Einwohner, 1828 zählte man 201 Häuser und 1.380 Einwohner, die als Landwirte und Handwerker beschäftigt waren. 1856 fiel fast das ganze Dorf einem Brand zum Opfer, 1903 wurde es von einem Hochwasser heimgesucht.
Bis 1918/1919 gehörte der im Komitat Komorn liegende Ort zum Königreich Ungarn und kam danach zur Tschechoslowakei beziehungsweise heute Slowakei. Auf Grund des Ersten Wiener Schiedsspruchs lag er 1938–1945 noch einmal in Ungarn.
1947 und 1948 wurden in Komoča 48 slowakische Familien aus Ungarn angesiedelt.

## Bevölkerung
| Jahr                | 1994 | 2004    | 2014    | 2024    |
| ------------------- | ---- | ------- | ------- | ------- |
| Anzahl der Personen | 968  | 924     | 940     | 930     |
| Unterschied         |      | −4,54 % | +1,73 % | −1,06 % |

| Jahr                | 2023 | 2024    |
| ------------------- | ---- | ------- |
| Anzahl der Personen | 922  | 930     |
| Unterschied         |      | +0,86 % |

Nach der Volkszählung 2011 wohnten in Komoča 918 Einwohner, davon 689 Magyaren, 158 Slowaken und neun Tschechen. Ein Einwohner gab eine andere Ethnie an und 61 Einwohner machten keine Angabe zur Ethnie.
503 Einwohner bekannten sich zur reformierten Kirche, 216 Einwohner zur römisch-katholischen Kirche, acht Einwohner zur Evangelischen Kirche A. B., vier Einwohner zur griechisch-katholischen Kirche, jeweils drei Einwohner zu den Zeugen Jehovas und zur evangelisch-methodistischen Kirche sowie jeweils ein Einwohner zu den Baptisten und zur Pfingstbewegung; ein Einwohner bekannte sich zu einer anderen Konfession. 97 Einwohner waren konfessionslos und bei 81 Einwohnern wurde die Konfession nicht ermittelt.

## Bauwerke
- reformierte Toleranzkirche aus dem Jahr 1787, der Turm wurde 1856 hinzugebaut

## Verkehr
Durch Komoča verläuft die Straße 2. Ordnung 563 (kurz II/563) zwischen Nové Zámky und Kolárovo; im Ortsgebiet zweigt eine Straße 3. Ordnung Richtung Zemné ab. Es gibt keinen direkten Bahnanschluss, der nächste Bahnhof mit regelmäßigem Personenverkehr ist in Nové Zámky, an der Bahnstrecke Bratislava–Budapest.